# Kanton Le Fossat
Der Kanton Le Fossat war bis 2015 ein französischer Wahlkreis im Département Ariège und in der Region Midi-Pyrénées. Er umfasste 13 Gemeinden im Arrondissement Pamiers, sein Hauptort (frz.: chef-lieu) war Le Fossat. Die landesweiten Änderungen in der Zusammensetzung der Kantone brachten im März 2015 seine Auflösung.

## Gemeinden
| Gemeinde            | Einwohner (Stand: 2022) | Code postal | Code Insee |
| ------------------- | ----------------------- | ----------- | ---------- |
| Artigat             | 555                     | 09130       | 09019      |
| Carla-Bayle         | 792                     | 09130       | 09079      |
| Castéras            | 22                      | 09130       | 09083      |
| Durfort             | 185                     | 09130       | 09109      |
| Le Fossat           | 1061                    | 09130       | 09124      |
| Lanoux              | 62                      | 09130       | 09151      |
| Lézat-sur-Lèze      | 2341                    | 09210       | 09167      |
| Monesple            | 26                      | 09130       | 09195      |
| Pailhès             | 511                     | 09130       | 09224      |
| Saint-Ybars         | 670                     | 09210       | 09277      |
| Sieuras             | 94                      | 09130       | 09294      |
| Villeneuve-du-Latou | 154                     | 09130       | 09338      |
| Sainte-Suzanne      | 249                     | 09130       | 09342      |